# Vit kungschampinjon
Vit kungschampinjon (Agaricus urinascens) är en ätlig svamp i champinjonsläktet (Agaricus). Den är en ganska ovanlig släkting till kungschampinjon och kan hittas under sensommar och tidig höst i barrförna under granar samt i öppna gräsmarker, vilket gäller för de flesta champinjoner. Fruktkroppen har som mycket ung nästan vita skivor som senare blir rosa, och som vid äldre exemplar mörknar. Vid tryck på svampen gulnar den svagt, och vid snitt ger den ifrån sig en nötlik doft. För mindre vana svampplockare kan den förväxlas med snöbollschampinjon (också ätlig), men utseendet på fotens ring skiljer sig åt.
Svampen kan även förväxlas med giftchampinjonen (Agaricus xanthoderma) som orsakar milda magbesvär vid förtäring. Den gulnar kraftigt vid tryck och doftar oangenämnt. Vid stor oaktsamhet är även vit och lömsk flugsvamp förväxlingssvampar, men dessa har alltid helt vita skivor och doftar inte nöt.